# Pseudauximus
Pseudauximus là một chi nhện trong họ Amaurobiidae.